# Дмитровское сельское поселение (Тверская область)
Дми́тровское се́льское поселе́ние — муниципальное образование в составе Селижаровкого района Тверской области.
Образовано первоначально в 2005 году, включило в себя территорию Дмитровского сельского округа, на территории поселения было 56 населённых пунктов. 21 марта 2013 года принят закон Тверской области о преобразовании путём объединения Максимковского сельского поселения и Дмитровского сельского поселения и создании вновь образованного муниципального образования Дмитровское сельское поселение Селижаровского района Тверской области. На территории вновь образованного поселения находятся 81 населённый пункт. Центр поселения — деревня Дмитрово.

## Географические данные
- Общая площадь: 818,5 км²
- Нахождение: юго-западная часть Селижаровского района
  - Граничит:
    - на севере — с Шуваевским СП и Селищенским СП
    - на северо-востоке — с посёлком Селижарово
    - на востоке — с Захаровским СП и Оковецким СП
    - на юго-востоке — с Оленинским районом, Холмецкое СП
    - на юге — с Нелидовским районом, Высокинское СП
    - на юго-западе — с Андреапольским районом, Луговское СП
    - на западе — с Пеновским районом, Охватское СП.

На севере граница проходит небольшим участком по реке Волга, на востоке поселения — река Песочня, на юге — река Тудовка.

## Население
По переписи 2010 — 980 человек (692 в Дмитровском и 288 в Максимковском сельском поселении).

## Населенные пункты
В составе Дмитровского сельского поселения насчитывается 81 населённый пункт:
| №  | Тип нп | Название             | Население (2008 год) |
| -- | ------ | -------------------- | -------------------- |
| 1  | дер.   | Азаново              | 3                    |
| 2  | дер.   | Азародня             | 0                    |
| 3  | дер.   | Березуг              | 1                    |
| 4  | дер.   | Боброво              | 15                   |
| 5  | дер.   | Болотниково          | 0                    |
| 6  | дер.   | Большая Лапушка      | 0                    |
| 7  | дер.   | Большие Мошки        | 0                    |
| 8  | дер.   | Большое Выжлятниково | 16                   |
| 9  | дер.   | Большое Кашино       | 133                  |
| 10 | дер.   | Борисовка            | 8                    |
| 11 | дер.   | Бородулино           | 0                    |
| 12 | дер.   | Булатово             | 1                    |
| 13 | дер.   | Василево             | 1                    |
| 14 | дер.   | Вороново             | 4                    |
| 15 | дер.   | Глухарево            | 3                    |
| 16 | дер.   | Гора                 | 92                   |
| 17 | дер.   | Горлово              | 3                    |
| 18 | дер.   | Городище             | 4                    |
| 19 | дер.   | Гришино              | 14                   |
| 20 | дер.   | Девясилка            | 0                    |
| 21 | дер.   | Дмитрово             | 91                   |
| 22 | дер.   | Дубы                 | 7                    |
| 23 | дер.   | Жегорино             | 1                    |
| 24 | дер.   | Замошье              | 0                    |
| 25 | дер.   | Зеленино             | 28                   |
| 26 | дер.   | Измайлово            | 4                    |
| 27 | дер.   | Кекешево             | 21                   |
| 28 | дер.   | Ключки               | 0                    |
| 29 | дер.   | Колтаково            | 4                    |
| 30 | дер.   | Кортошино            | 0                    |
| 31 | дер.   | Косорово             | 19                   |
| 32 | дер.   | Большое Кукушкино    | 1                    |
| 33 | дер.   | Куричино             | 4                    |
| 34 | дер.   | Лыткино              | 10                   |
| 35 | дер.   | Максимково           | 133                  |
| 36 | дер.   | Малая Лапушка        | 4                    |
| 37 | дер.   | Малое Выжлятниково   | 0                    |
| 38 | дер.   | Малое Кашино         | 4                    |
| 39 | дер.   | Мальцево             | 0                    |
| 40 | дер.   | Маревка              | 8                    |
| 41 | дер.   | Машкорино            | 0                    |
| 42 | дер.   | Михалево             | 6                    |
| 43 | дер.   | Морочи               | 2                    |
| 44 | дер.   | Мочалище             | 3                    |
| 45 | дер.   | Нижняя Дубровка      | 0                    |
| 46 | дер.   | Новики               | 1                    |
| 47 | дер.   | Островки             | 6                    |
| 48 | дер.   | Парамоновка          | 0                    |
| 49 | дер.   | Песочня              | 107                  |
| 50 | дер.   | Плоское              | 1                    |
| 51 | дер.   | Подберезье           | 4                    |
| 52 | дер.   | Полоновка            | 2                    |
| 53 | дер.   | Полоохино            | 3                    |
| 54 | дер.   | Проваленная          | 5                    |
| 55 | дер.   | Прутки               | 3                    |
| 56 | дер.   | Пунятино             | 0                    |
| 57 | дер.   | Пустошка             | 16                   |
| 58 | дер.   | Ранцево              | 31                   |
| 59 | дер.   | Растворово           | 7                    |
| 60 | дер.   | Ржавцы               | 3                    |
| 61 | дер.   | Ручьевая             | 0                    |
| 62 | дер.   | Рябиновка            | 5                    |
| 63 | дер.   | Сосновка             | 5                    |
| 64 | дер.   | Спасская Власовка    | 0                    |
| 65 | дер.   | Сутоки               | 9                    |
| 66 | дер.   | Сухошины             | 9                    |
| 67 | дер.   | Тверское             | 1                    |
| 68 | дер.   | Тетенькино           | 2                    |
| 69 | дер.   | Толочино             | 24                   |
| 70 | дер.   | Устье                | 0                    |
| 71 | дер.   | Филистово            | 282                  |
| 72 | дер.   | Хмелевка             | 0                    |
| 73 | дер.   | Хмелевка             | 23                   |
| 74 | дер.   | Холзуево             | 4                    |
| 75 | дер.   | Холм                 | 0                    |
| 76 | дер.   | Шевели               | 1                    |
| 77 | дер.   | Шедовка              | 1                    |
| 78 | дер.   | Шелуденево           | 4                    |
| 79 | дер.   | Шохино-Левченки      | 1                    |
| 80 | дер.   | Ямская               | 0                    |
| 81 | пос.   | Устье                | 6                    |

### Бывшие населенные пункты
В 1998 году исключены из учетных данных деревни Кашино, Мануховка, Марьино и Ходулино.
Исчезнувшие населенные пункты
В Сухошинском сельсовете:
- 1 дер. Кашино
- 2 дер. Нижний Бор

В Дмитровском сельсовете:
- 1 дер. Аборино(Оборино) — присоединена к д. Косорово
- 2 дер. Армяки
- 3 дер. Большое Бурцево
- 4 дер. Быково
- 5 дер. Жолобово
- 6 дер. Малое Бурцево
- 7 дер. Марьино
- 8 дер. Черничкино

В Выжлятниковском сельсовете:
- 1 дер. Белошкино
- 2 дер. Глинки
- 3 дер. Дор
- 4 дер. Захарята
- 5 дер. Крутец
- 6 дер. Кустиха
- 7 дер. Трутневка
- 8 дер. Фальково

В Ранцевском сельсовете:
- 1 дер. Бор
- 2 дер. Васьково
- 3 дер. Велижки
- 4 дер. Давыдково
- 5 дер. Задний Бор
- 6 дер. Кнутово
- 7 дер. Острецово
- 8 дер. Ходулино

В Первомайском сельсовете:
- 1 дер. Гульнево
- 2 дер. Гусевка
- 3 дер. Данилково
- 4 дер. Комары
- 5 дер. Конново
- 6 дер. Мишино
- 7 дер. Павлово
- 8 дер. Пустошка
- 9 дер. Рудахино
- 10 дер. Сорокино
- 11 дер. Спорница
- 12 дер. Черная Грязь
- 13 дер. Юрьино
- 14 дер. Якунино

В Дуновском сельсовете:
- 1 дер. Акульево
- 2 дер. Андреевка
- 3 дер. Бабинка
- 4 дер. Большая Ручьевая
- 5 дер. Большие Коты
- 6 дер. Высокое
- 7 дер. Дуново
- 8 дер. Евдокимовка
- 9 дер. Малая Ручьевая
- 10 дер. Малые Коты
- 11 дер. Мануховка
- 12 дер. Молохово
- 13 дер. Хмелевка

За последние полвека в бывшем Первомайском (Комаровском) сельсовете исчезли все деревни, в Дуновском — осталась одна, Замошье, да и та без населения.

## История
В 11—12 веках территория поселения относилась к Смоленской земле. В 12—13 веках входила в удельное Торопецкое княжество, в 14—15 веках находилась на границе между Ржевскими землями и владениями Великого княжества Литовского. В 16—17 относилась к Ржевскому уезду Русского государства.
С образованием в 1796 году Тверской губернии территория поселения вошла в Осташковский уезд. После ликвидации губерний в 1929 году территория поселения входила:
- в 1929—1935 годы в Западную область, Селижаровский район,
- в 1935—1936 гг. в Калининскую область, Селижаровский район, (южные сельсоветы — Ранцевский, Первомайский и Дуновский входили в Пеновский район),
- в 1936—1944 гг. в Калининскую область, Кировский (переименованный Селижаровский) и Пеновский районы,
- в 1944—1957 гг. в Калининскую область, Кировский район и в Великолукскую область, Пеновский район,
- в 1957—1963 гг. в Калининскую область, Кировский и Пеновский районы,
- в 1963—1965 годы в Калининскую область, Осташковский район,
- в 1965—1990 годы в Калининскую область, Селижаровкий район,
- с 1990 в Тверскую область, Селижаровкий район.

В середине XIX-начале XX века деревни поселения относились к Сухошинской, Дмитровской, Грылевской и Самушкинской волостям Осташковского уезда.
В 1940-50-е годы на территории поселения существовали Сухошинский, Дмитровский, Зеленинский (Выжлятниковский) сельсоветы Селижаровкого района, Ранцевский, Комаровский (Первомайский) и Дуновский сельсоветы Пеновского района.

## Известные люди
В ныне не существующей деревне Давыдково родился Герой Советского Союза Тимофей Ильич Прокофьев.
 В деревне Проваленная родился Герой Советского Союза Александр Никитович Гуданов.